# Bugat (distrikt i Mongoliet, Bulgan)
Bugat (mongoliska: Бугат Сум, Бугат) är ett distrikt i Mongoliet.   Det ligger i provinsen Bulgan, i den centrala delen av landet, 270 km nordväst om huvudstaden Ulaanbaatar.